# Charles Older
Charles Herman "Chuck" Older (Hanford (Californie), 29 septembre 1917 - West Los Angeles, 17 juin 2006) est un pilote de chasse et un juge américain. Il fut membre de l'American Volunteer Group "Les Tigres volants" et un de ses as. Il servit pendant la Seconde Guerre mondiale et la guerre de Corée. Il a abattu 18 avions ennemis.

## Biographie
Il fut diplômé en sciences politiques à l'UCLA avant la guerre, puis plus tard de l'école de droit de l'Université de Californie du Sud. Après une carrière de juriste, il fut nommé juge à la cour supérieure de Los Angeles par le gouverneur de Californie, Ronald Reagan, en 1967. Il resta en poste 20 ans avant de prendre sa retraite. Son plus célèbre cas est le procès du meurtrier Charles Manson, le procès durant 10 mois et alors le plus long procès de l'histoire américaine. Le procureur Vincent Bugliosi loua Older pour la ferme mais honnête façon dont il mena ce procès difficile. À un moment du procès, Manson essaya d'attaquer le juge et dut être retenu par les  baillis charges de la sécurité du tribunal.
Older meurt en 2006, des suites de complications d'une chute à son domicile à Los Angeles.

## Source
- (en) Cet article est partiellement ou en totalité issu de l’article de Wikipédia en anglais intitulé « Charles Older » (voir la liste des auteurs).